# Helgum
Helgum – miejscowość (småort) w Szwecji w gminie Sollefteå w regionie Västernorrland. Około 147 mieszkańców.